# بائكة
البائكة (جمع: البوائك أو البائكات) والمرقاة والميزان والمقام، وأطلقت هذه التسمية في الشام على المخزن الكبير الذي يتكون من قناطر تعلو أبوابه المتعددة. البائكة مجموعة الأعمدة المتتابعة على خط مستقيم والموصولة بأقواس من أعلاها لتحمل السقف. هذا اللفظ يستعمل بشكل أساسي في العمارة الدينية وعلى وجه التحديد في عمارة المساجد وهي تدل على صفوف القناطر التي تقع الأروقة بينهما وهي عادة تحاط بصحن مكشوف وترتكز على أعمدة أسطوانية أو دعامات مربعة أو مستطيلة المقطع وتؤلف عادة مع سور المسجد رواقاً واحدا.

## الأقصى
بوائك المسجد الأقصى من أهم المعالم العمرانية التي تقع ضمن ساحات المسجد وهي تقوم حول صحن قبة الصخرة المشرفة من جهاتها الأربع. يبلغ عدد البوائك في المسجد الأقصى ثمان وهي موزعة على الجهات الأربع، واحد في منتصف الجهة الشرقية واثنتان في الجهة الشمالية واثنتان في الجهة الجنوبية وثلاث في الجهة الغربية.

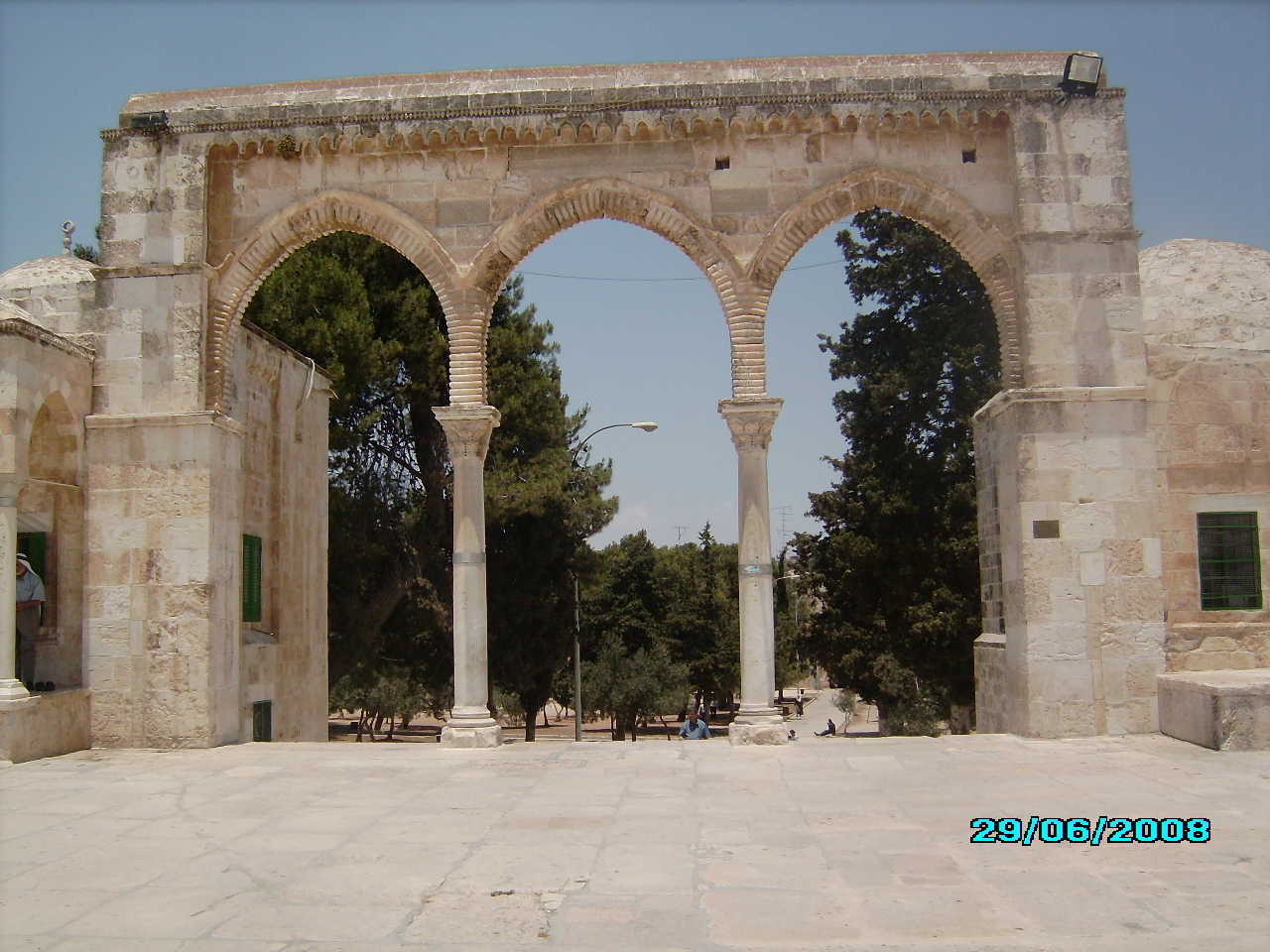
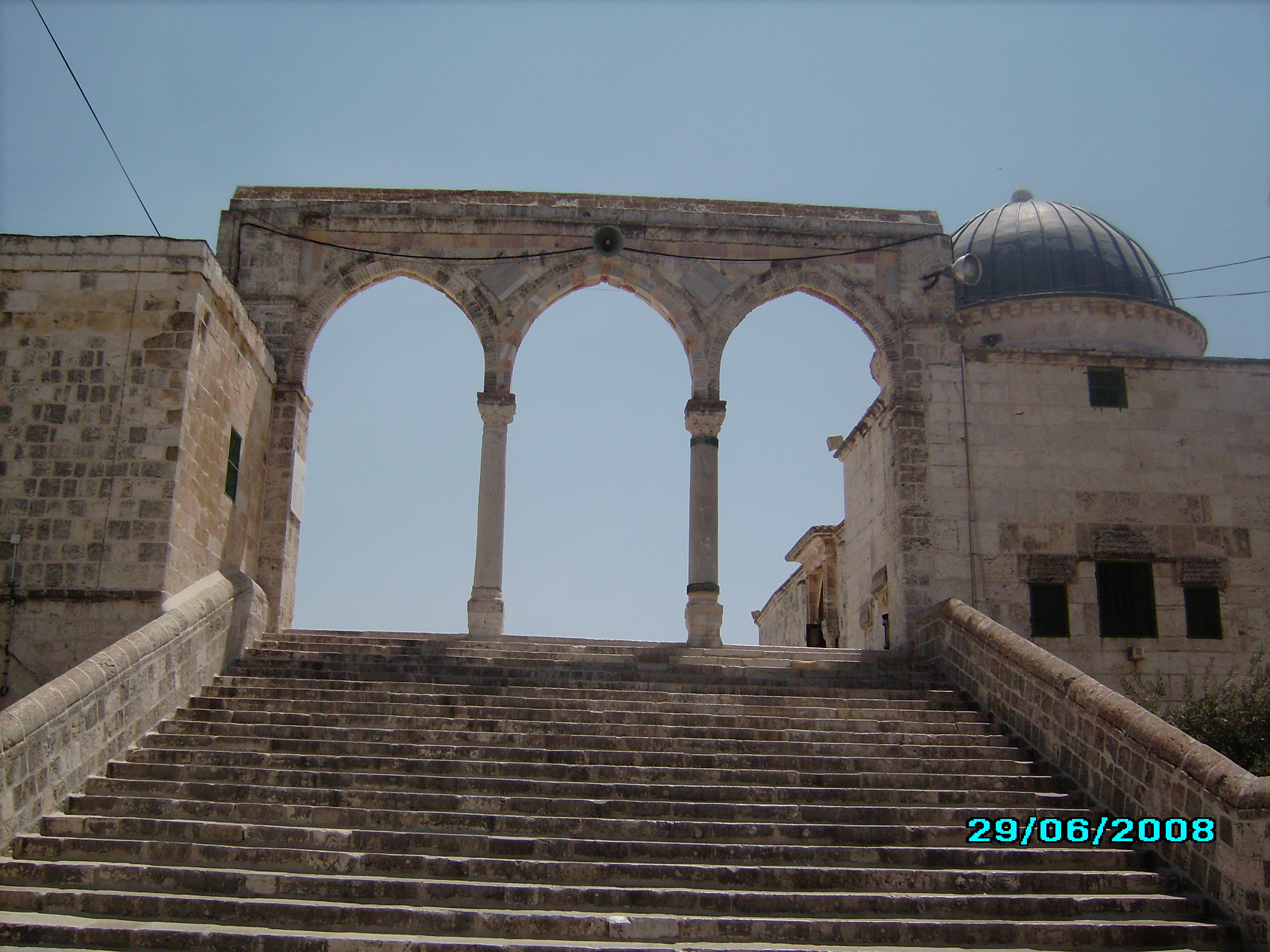
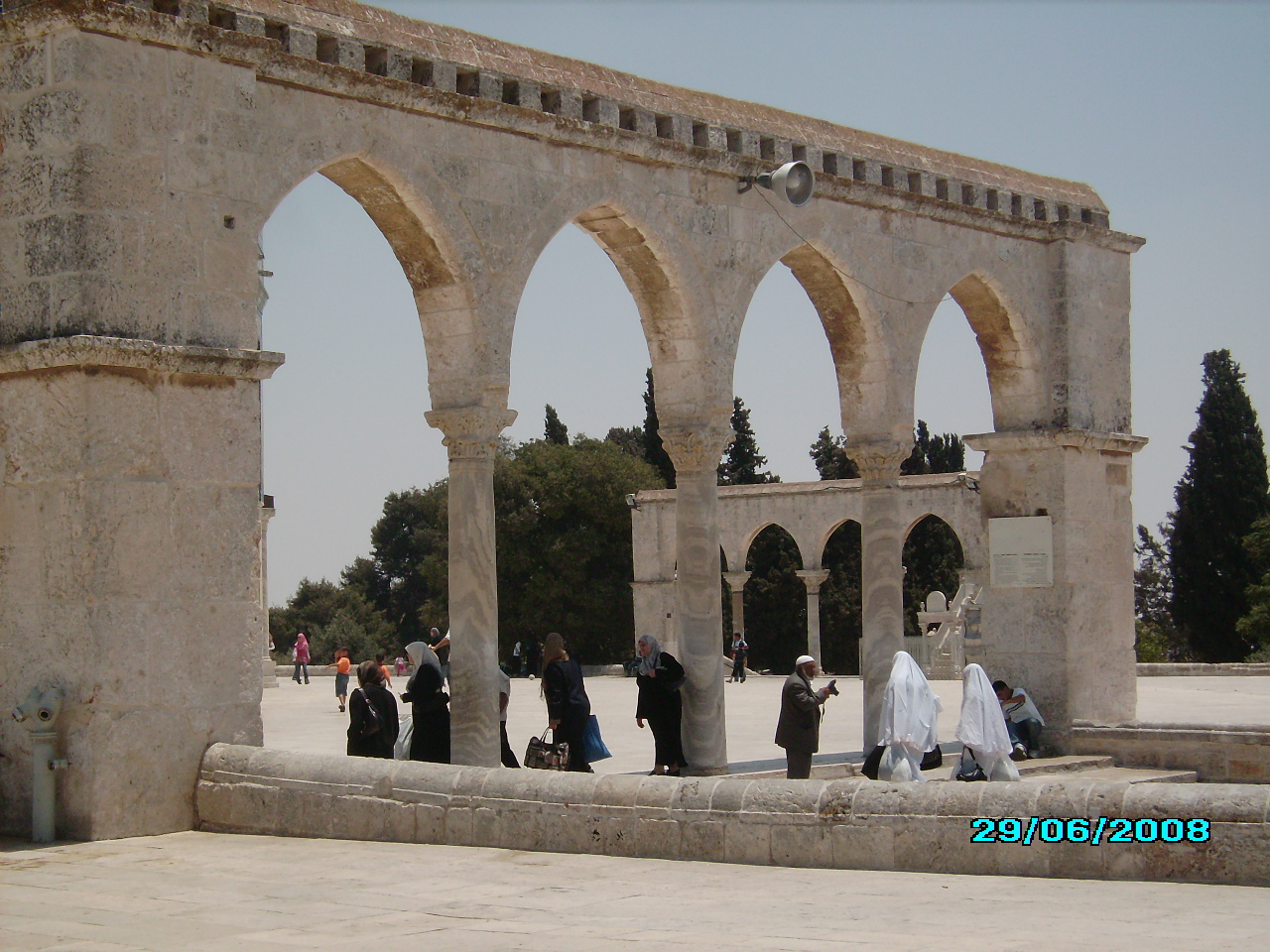
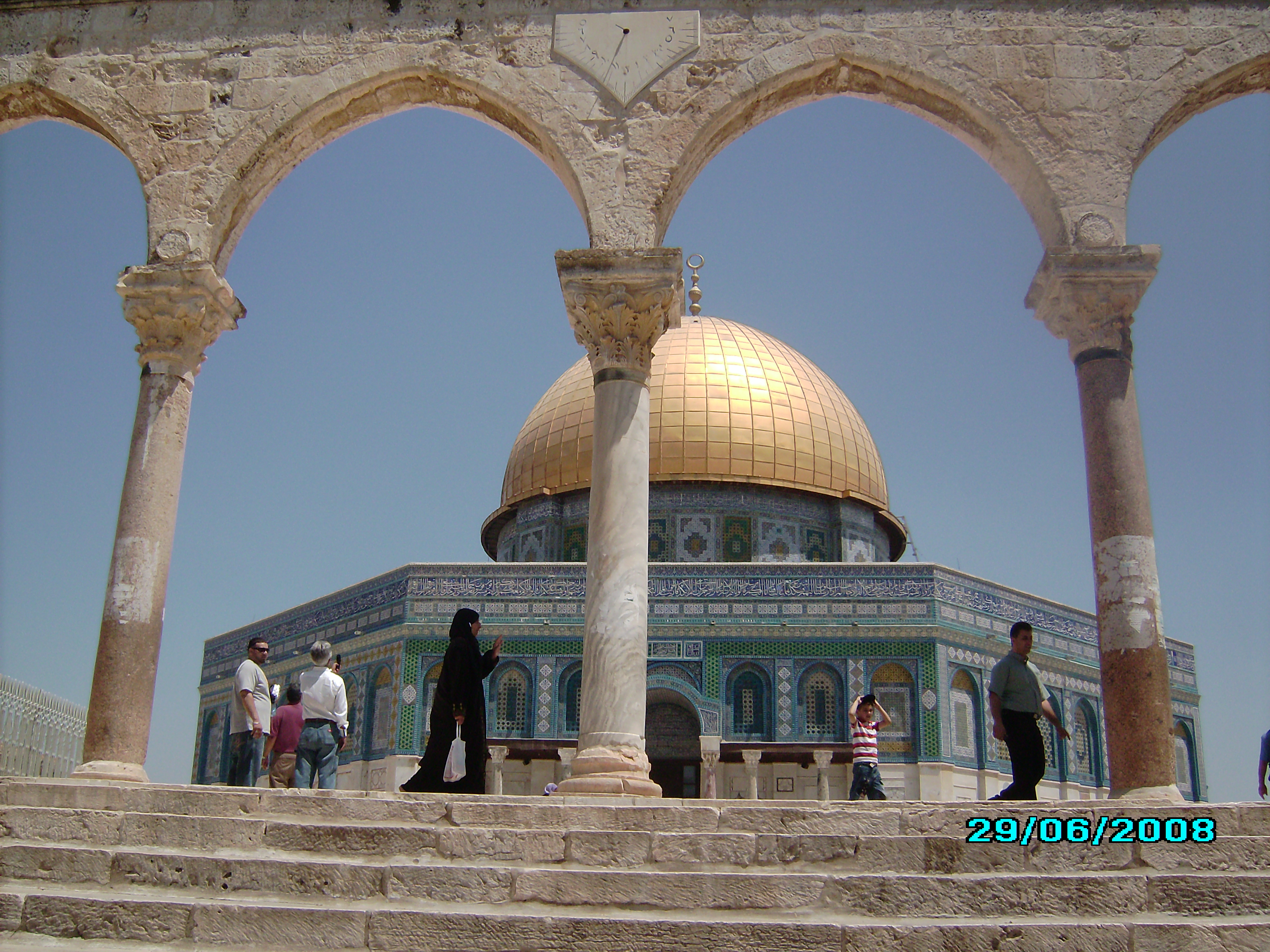
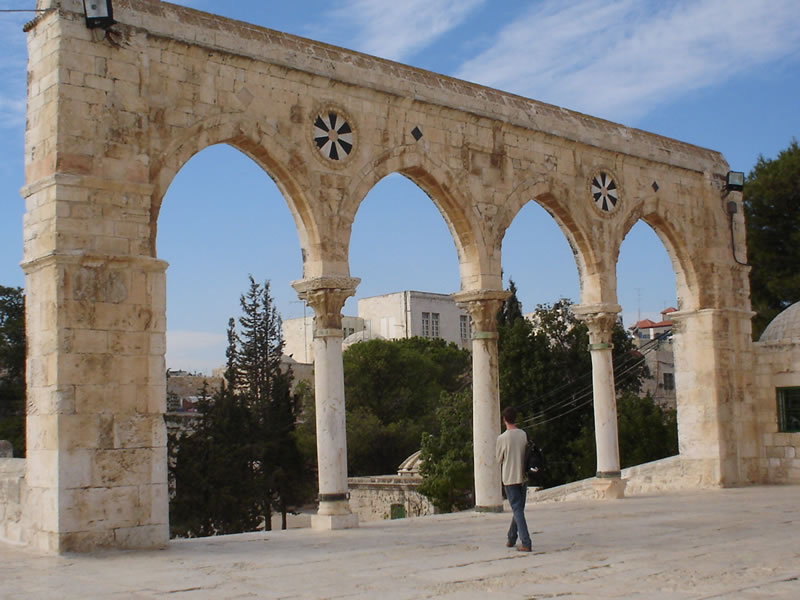
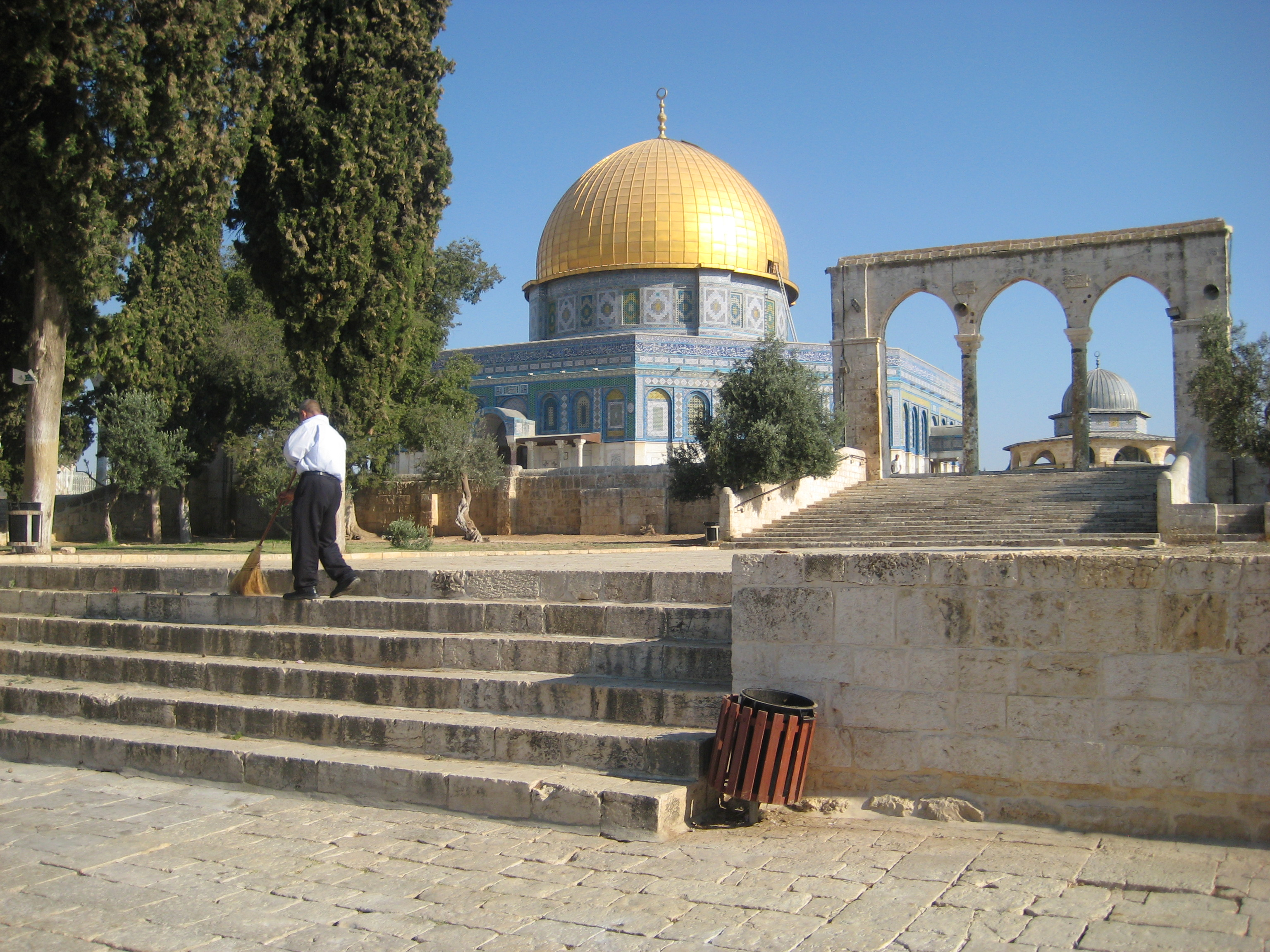
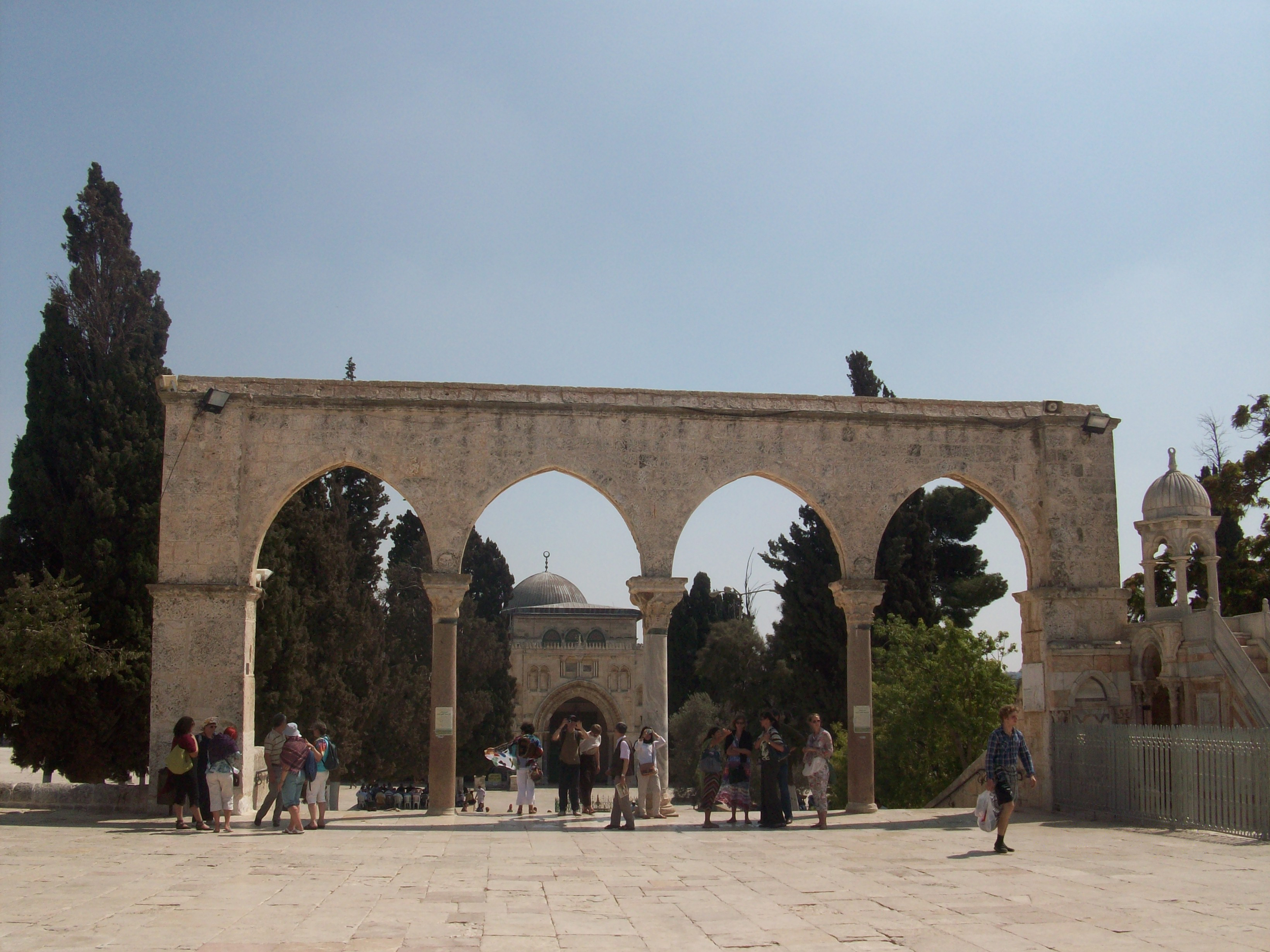
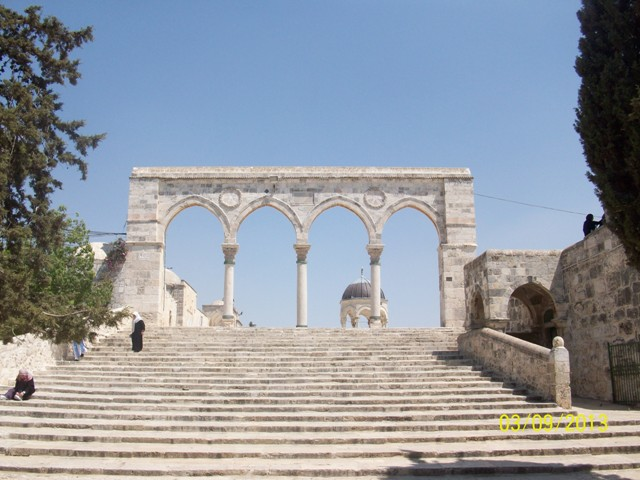
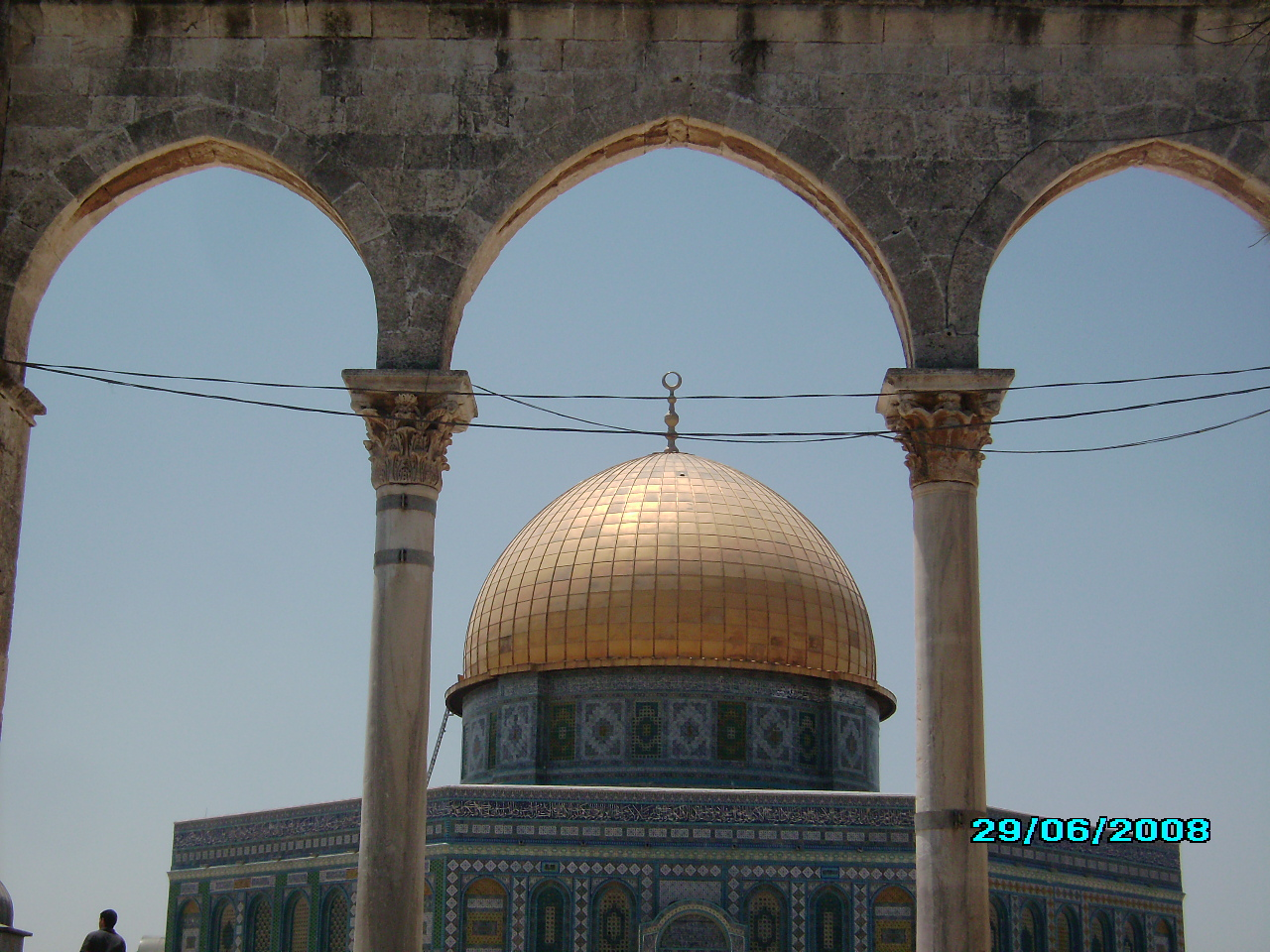

- ملف:البائكة_الشمالية_الشرقية.JPG
- ملف:البائكة_الغربية_الجنوبية.JPG
- ملف:البائكة_الغربية_الوسطى.JPG
- ملف:البائكة_الجنوبية.JPG
- ملف:البائكة_الغربية_الشمالية.jpg
- ملف:البائكة_الجنوبية_الشرقية.jpg
- ملف:البائكة_الجنوبية_-_المسجد_الأقصى.JPG
- ملف:البائكة_الشمالية_الغربية_-_المسجد_الأقصى.JPG
- ملف:البائكة_الشمالية_الوسطى.JPG

## التاريخ
عرفت هذه البوائك عند الناس في القدس بالموازين وذلك منذ عصور قديم. وقد أشار إلى ذلك ابن فضل الله العمري عند وصفه للمسجد. مبنى برهان الدين الذي يلتصق بالبائكة الجنوبية من الغرب يسمى أيضا قبة الميزان. ولعل ذلك يرجع إلى اعتبارات دينية لها علاقة بأن القدس على وجه العموم والمسجد الأقصى على وجه الخصوص هو أرض المحشر والمنشر ومن ثم مكان الثواب والعقاب. احتمال آخرى للتسمية بالميزان هو لتوازن تجليس السطح المحيط بقبة الصخرة. ويعتقد أن تاريخ إنشاء البوائك يعود إلى عدة عصور فالشرقية والجنوبية والغربية تعود إلى العصر الأموي وهي أقدمها والباقي تعود سنوات بنائها إلى العصرين الفاطمي والمملوكي.

## وجه التسمية
البوائك من النخل الثوابت في مكانها. ومن البيوت ذات الأعمدة الضخام "مولدة عامية عن التاج. ولها وجه صحيح. وكلمة القنطار بالتركية من معانيها الميزان لآلة الوزن.